# Douk Saga
Douk Saga , de son vrai nom Stéphane Hamidou Doukouré, né le 22 mai 1974 à Yamoussoukro en Côte d'Ivoire et mort le 12 octobre 2006 à Ouagadougou au Burkina Faso, est un chanteur et acteur ivoirien. Il a eu une influence sur la culture musicale africaine : il est souvent considéré comme le pionnier du coupé-décalé qu'il contribue à populariser d'abord en Côte d'Ivoire puis à travers l'Europe avec son groupe la Jet Set ivoirienne.

## Biographie
Il est né en 1974 à Yamoussoukro en Côte d'Ivoire, et son vrai nom est Stéphane Hamidou Doukouré,. 
Titulaire d'un diplôme informatique obtenu à Abidjan, il se rend en France, sur Paris, en 2001 pour prolonger ses études, d'autant que la situation en Côte d'Ivoire est confuse, et va tourner à la guerre civile, avec la crise politico-militaire de 2002/2007. Selon ses admirateurs, les premiers pas de danse du décalé-coupé auraient été créés, depuis les boîtes de nuits parisiennes, par Douk Saga et ses amis (notamment le chanteur Molare).
Il rentre à Abidjan en 2003. Il y constitue un groupe nommé La Jet Set, avec ses copains comme Molare, Lino Versace, Shacoole, Serge Defalet, Boro Sanguy, Solo Béton et Kuyo Junior. Il promeut les concepts du coupé-décalé, à la fois comme style musical, comme danse, mais aussi comme style de vie avec par exemple le travaillement. Le travaillement consiste à jeter des coupures de billets de banque sur une personne ou un artiste pour l'encourager. Douk Saga met ainsi en exergue un style de vie hédoniste et affiche son aisance matérielle en portant notamment des vêtements et des bijoux de marque. Il fait partie des boucantiers, comme on appelle en Côte d'Ivoire les personnes qui aiment s'amuser en boîte et faire parler d'eux par leur style de vie ostentatoire. Musicalement, il crée une lame de fond qui gagne toute l'Afrique francophone et au-delà. Provocateur, surnommé « Président » par ses fans, il réclame même au pouvoir ivoirien une décoration pour « avoir redonné espoir et joie aux Ivoiriens ».
Douk Saga décède le jeudi 12 octobre 2006 à Ouagadougou, où il était suivi, des suites d'une pathologie pulmonaire chronique. Selon Le Molare, Douk Saga serait mort du sida, un propos tenu publiquement à la radio et qui ne lui a pas valu de poursuites judiciaires. Douk Saga n'était âgé que de 32 ans. 
Des musiciens comme DJ Arafat ont été influencés par ses créations.

## Discographie

### Albums studio
- 2003 : Abidjan a eu affaire ( Affaire De Sagacité)
- 2005 : Héros national bouche-bée

### Albums en collaboration
- 2006 : Ballon d'or

### DVD
- 2006 : Héros National Bouche Bée